# 대류가용잠재에너지
대류가용잠재에너지(Convective available potential energy, CAPE)는 기상학에서 전체 대기를 통해 수직으로 상승할 경우 주어진 공기 질량(공기 덩어리라고 함)에 상향(양의) 부력이 수행하는 통합된 일의 양(amount)이다. 양(positive)의 CAPE는 공기 덩어리를 상승시키고, 음의 CAPE는 공기 덩어리를 가라앉게 한다. 0이 아닌 CAPE는 특정 대기 수심에서의 대기 불안정성을 나타내는 지표이며 악천후 위험이 수반되는 적운 및 적란운의 발달에 필요한 조건이다.

## 기상학에서의 예
대류 불안정성의 좋은 예는 우리 대기에서 찾을 수 있다. 건조한 중층 공기가 대류권 하층의 매우 따뜻하고 습한 공기 위로 유입되면 습한 경계층과 중층 공기가 만나는 지역에 수경증(높이에 따라 이슬점 온도가 급격히 감소하는 영역)이 발생한다. 주간 가열이 습한 경계층 내에서 혼합을 증가시키면 습한 공기의 일부가 그 위의 건조한 중층 공기와 상호 작용하기 시작한다. 열역학적 과정으로 인해 건조한 중층 공기가 천천히 포화됨에 따라 온도가 떨어지기 시작하여 단열감률이 증가한다. 특정 조건에서는 감률이 짧은 시간 내에 크게 증가하여 대류가 발생할 수 있다. 높은 대류 불안정성은 경계층에 갇힌 습한 공기가 결국 단열 감률에 비해 매우 음의 부력을 갖게 되고 급속히 상승하는 습한 공기 기포로 빠져 나가 적운 또는 적란운의 발생을 유발하므로 심각한 뇌우 및 토네이도를 초래할 수 있다.

## 같이 보기
- 대기열역학